# Kirgistan na Zimowych Igrzyskach Olimpijskich 2010

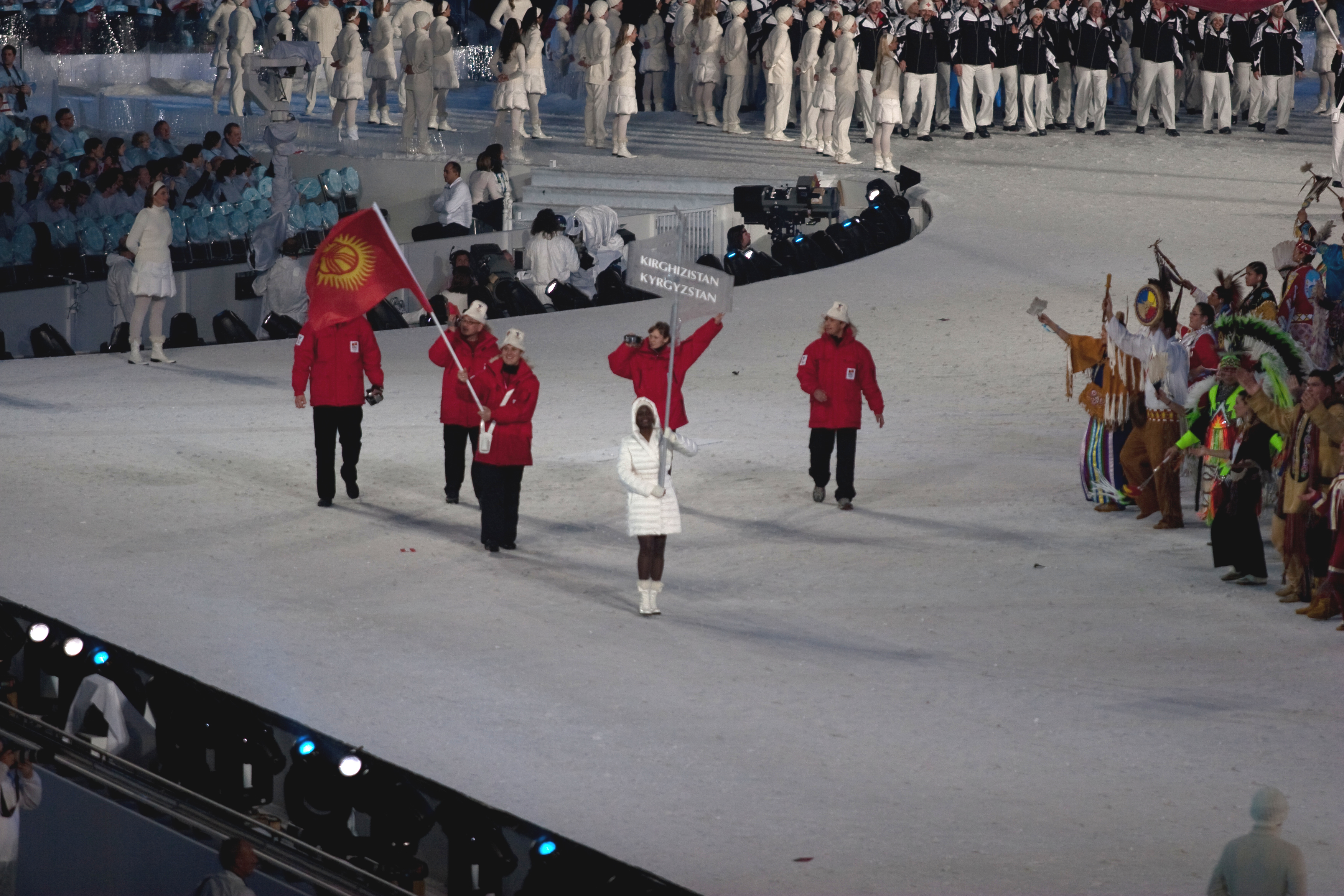
Reprezentacja Kirgistanu podczas ceremonii otwarcia Zimowych Igrzysk Olimpijskich 2010.

Kirgistan na Zimowych Igrzyskach Olimpijskich 2010 reprezentowało dwoje zawodników - jeden mężczyzna i jedna kobieta.

## Narciarstwo alpejskie
| Zawodnik          | Konkurencja       | 1 przejazd | 1 przejazd | 2 przejazd | 2 przejazd | Łącznie | Łącznie | Źródło            |
| Zawodnik          | Konkurencja       | Czas       | Pozycja    | Czas       | Pozycja    | Czas    | Pozycja | Źródło            |
| ----------------- | ----------------- | ---------- | ---------- | ---------- | ---------- | ------- | ------- | ----------------- |
| Dmitrij Trelewski | slalom gigant (m) | 1:31,61    | 82.        | 1:36,40    | 75.        | 3:08,01 | 76.     | [ 1 ] [ 2 ] [ 3 ] |
| Dmitrij Trelewski | slalom (m)        | DNF        | DNF        | DNF        | DNF        | DNF     | DNF     | [ 4 ] [ 5 ] [ 6 ] |

## Biegi narciarskie
| Zawodnik         | Konkurencja | Eliminacje | Eliminacje | Ćwierćfinał | Ćwierćfinał | Półfinał | Półfinał | Finał | Finał   | Źródło                    |
| Zawodnik         | Konkurencja | czas       | Pozycja    | czas        | Pozycja     | czas     | Pozycja  | czas  | Pozycja | Źródło                    |
| ---------------- | ----------- | ---------- | ---------- | ----------- | ----------- | -------- | -------- | ----- | ------- | ------------------------- |
| Olga Rieszetkowa | Sprint      | 4:32,96    | 54.        | NQ          | NQ          | NQ       | NQ       | NQ    | NQ      | [ 8 ] [ 9 ] [ 10 ] [ 11 ] |